# 142
142. је била проста година.

## Догађаји
- Википедија:Непознат датум — Завршен зид Антонина Пија у Британији.